# Kassel (região)
Kassel é uma região administrativa (Regierungsbezirke) da Alemanha, sua capital é a cidade de Kassel.

## Divisão administrativas
| Kreise (distritos)                                                                               | Kreisfreie Städte (cidades independentes) |
| ------------------------------------------------------------------------------------------------ | ----------------------------------------- |
| 1. Fulda 2. Hersfeld-Rotenburg 3. Kassel 4. Schwalm-Eder 5. Waldeck-Frankenberg 6. Werra-Meißner | 1. Kassel                                 |